# Quân xưởng Nagoya
Quân xưởng Nagoya là một tập hợp gồm 5 cơ sở quân sự lớn nằm trong và xung quanh tỉnh Nagoya, Nhật Bản. Nó đã sản xuất nhiều thiết bị cho lục quân và không quân Nhật trong Thế chiến II, bao gồm cả súng trường Arisaka Kiểu 99. Các cơ sở cụ thể đã được xây dựng ở những nơi như là Atsuta, Chikusa, Takagi và Toriimatsu.

## Toriimatsu
Cơ sở Toriimatsu chịu trách nhiệm một phần trong việc sản xuất súng trường Kiểu 99. Cơ sở Toriimatsu đã được chuyển đổi sau chiến tranh thành một nhà máy giấy (Ouji Seshi), nằm ở thành phố Kasugai. Ngày nay, địa điểm này có thể đi từ Nagoya trên Tuyến Chuou của Tập đoàn Đường sắt Nhật Bản, một số điểm dừng phía đông bắc của ga Chikusa.